# Бутаков, Геннадий Михайлович
Геннадий Михайлович Бутаков (31 мая 1942, деревня Тыреть 2-я, Заларинский район, Иркутская область, РСФСР — 15 июля 2016, Анапа, Краснодарский край, Российская Федерация) — советский и российский журналист, краевед, исследователь топонимики и ономастики, редактор ряда изданий, почётный профессор Иркутского государственного университета, почётный гражданин Иркутска.

## Биография
В 1962—1963 годах проходил службу в Советской Армии.
В 1968 году окончил Иркутский государственный университет.
Первым местом работы стала Качугская газета «Ленская правда», позже он работал корреспондентом в областной газете «Советская молодежь», а также на региональном телевидении.
В 1973 году становится корреспондентом газеты «Восточно-Сибирская правда».
В 1981 году был назначен на должность заместителя редактора газеты, в 1986 году — на должность главного редактора.
С этого времени до 1992 года неоднократно избирался депутатом Иркутского областного Совета депутатов трудящихся и областного Совета народных депутатов.
Должность главного редактора «Восточно-Сибирской правды» занимал до 2004 года. В это время ежедневный тираж газеты достиг максимальных значений за время её существования — порядка 200 000 экземпляров.
Являлся членом клуба главных редакторов РФ, Ассоциации руководителей СМИ РФ.
Последние годы вместе с женой Екатериной Михайловной жил в Краснодарском крае в посёлке Супсех и продолжал изучение топонимики Иркутской области, планируя издать книгу. Однако 15 июля 2016 года Геннадия Михайловича не стало, и он так и не успел закончить свой труд. В настоящее время рукописи его работ и материалы для книги находятся у его вдовы Екатерины, и поныне проживающей в Супсехе.

## Публикации
- Резервы мясного цеха. — Иркутск, 1979.
- Путешествие за метронпажем. — Иркутск, 1985 (в соавт.).
- Большая родня (Топонимы Качугского района) \\ Земля Иркутская. — 2007. — № 1(32).
- Хватит чалить с Дона \\ Земля Иркутская. — 2007. — № 2 (33).
- От А до Я по карте области \\ Земля Иркутская. — 2008. — № 1(34).
- Когда Иркутска не было \\ Земля Иркутская. — 2010. — №1(36).
- Спросил новик у годовика \\ Земля Иркутская. — 2010. — № 2(37).
- Мне и вправду везло… — Иркутск, 2010.

## Награды и звания
- орден Трудового Красного Знамени
- знак «За заслуги перед прессой»
- знак «За развитие энергетики Приангарья»
- звание «Мэтр журналистики»
- звание «Интеллигент провинции»